# Контактные языки на испанской основе
Испанские пиджины (исп. Lenguas Criollas Españolas) — креольские языки и пиджины, образовавшиеся в XV—XX веках на основе испанского языка и распространённые в разных регионах земного шара, в местах бывшей испанской колонизации.

## История
Испанские пиджины сформировались во времена позднего средневековья, когда испанский язык получил широкое распространение как лингва франка Западного полушария и отчасти всего мирового океана. Даже в собственно испанских колониях (Мексика, Перу, Колумбия) формирование испанских пиджинов среди местного индейского, а позднее и завезённого африканского населения (рабы, мароны, симарроны) стало первым этапом на пути к образованию смешанных креольских групп, по мере колонизации перешедших уже на собственно испанский язык. Тем не менее, переходные пиджины и разнообразные автохтонные языки оставили свой след в национальных языковых вариантах испанского языка народов Латинской Америки.

## Список
- Чабакано — самый известный креолизированный испанский язык Филиппин (южный о-в Минданао, п-ов Самбоанга), довольно близкий испанскому языку и обладающий относительно полным набором современных функций, а потому чабакано ныне считается скорее самостоятельным языком, чем просто креольским наречием. При этом он не имеет статуса официального или даже регионального языка в стране. Общее число говорящих — 607 тыс. человек (2000 г., перепись)
- Паленкеро — креолизированный испанский язык в горном районе г. Картахена, Колумбия. Находится на грани исчезновения. На нём говорят потомки беглых негров (2,5 тыс. чел. по данным за 1989 г.)

## Креольские языки и пиджины, подвергшиеся влиянию испанского языка
В ряде случаев эти языки развились из португалокреольских языков и пиджинов. Поскольку испанский и португальский — это очень близкие друг другу языки, то не всегда представляется возможным определить, откуда заимствовано конкретное слово. Поэтому в классификации SIL[что?] папьяменто выделен как иберокреольский (Iberian based creole) язык.
- Аннобонский язык (фа д’амбо), остров Аннобон, Экваториальная Гвинея, Африка. Около 9 тыс. говорящих.
- Папьяменто — острова Аруба, Бонайре и Кюрасао (так называемые острова ABC; Нидерландские Антильские острова), Нидерланды. Около 350 тыс. говорящих. Имеет очень разнообразную лексическую базу (португальский, голландский, английский, африканские, индейские языки), но всё больше тяготеет к испанскому языку Венесуэлы. Получил полный набор официальных языковых функций на островах 7 марта 2007 года.

## Оговорки
При этом в разряд испанских пиджинов не следует относить целую группу языков, испытавших очень сильное влияние испанского языка, но сохранивших свою исконную некреолизированную грамматическую структуру. К таким языкам относятся тагалог, чаморро, гуарани, кечуа, аймара и некоторые другие малайские и индейские языки, в лексике которых от 20 до 60 % составляют испанизмы. Сефардский язык представляет собой архаичную версию испанского языка и креольским не является. Язык янито (льянито, Гибралтар) образован на испанской основе при сильной интерференции английского и является скорее смешанным языком, чем пиджином. То же самое касается спанглиша (Юго-запад США, Флорида, Нью-Йорк, Чикаго).